# フェリペ4世 (スペイン王)
フェリペ4世（スペイン語：Felipe IV, 1605年4月8日 - 1665年9月17日）は、スペイン・ナポリ・シチリアの国王（在位：1621年 - 1665年）、ポルトガル国王（在位：1621年 - 1640年）。ポルトガル国王としてはフィリペ3世。フェリペ3世と王妃マルガリータの息子。

## 生涯
若年で即位したこともあって、その治世の前半は国政のほとんどを寵臣オリバーレス公伯爵に一任していた。ただし残された公文書を見ると、1630年代（このときフェリペは20代後半～30代）以降はオリバーレス公伯爵の言うがままというわけでもなかったようである。1643年にオリバーレス公伯爵を更迭した後は、その甥ルイス・メンデス・デ・アロを首席大臣に起用した。
フェリペ4世の治世のスペインは、なおヨーロッパの強国としての地位を保ってはいたし、文化面でも絵画のディエゴ・ベラスケス、フランシスコ・デ・スルバラン、アロンゾ・カーノ、バルトロメ・エステバン・ムリーリョ、ホセ・デ・リベーラ、あるいはスペイン領ネーデルラントの宮廷に仕えたルーベンスら、文芸ではロペ・デ・ベガ、ペドロ・カルデロン・デ・ラ・バルカ、ゴンゴラ、フランシスコ・デ・ケベードら、他国を圧する才能を輩出していた。
しかし統治体制に中世の封建制の残滓を色濃く残したままであったスペインは、国民国家の形成という点で後進国であったはずのイングランド王国やオランダ（ネーデルラント連邦共和国）、あるいはフランス王国に決定的に後れを取ることになる。結果としてポルトガルやオランダは独立し（ポルトガル王政復古戦争）、カタルーニャは大反乱を起こし（収穫人戦争）、フランス・スペイン戦争を終結させたピレネー条約でルシヨン地方などをフランスに割譲する羽目になるなど、フェリペ4世の治世はスペインの衰退が決定的となった時期にも重なった。
政治家としては見るべき功績を残さなかった人物であるが、性格は至って善良で、カスティーリャ国民には愛された。乗馬や射撃の名手であり、ベラスケスやルーベンスを保護して傑作を数多く描かせ、当代随一の目利きとしてヨーロッパ最高の美術コレクションを築き、後のプラド美術館の礎とした。（スペイン黄金時代美術）

## 子女
- 王妃イサベル・デ・ボルボン（フランス王アンリ4世の王女） 
  - マリア・マルガリータ（1621年）
  - マルガリータ・マリア・カタリーナ（1623年）
  - マリア・エウヘニア（1625年 - 1627年）
  - イサベル・マリア・テレサ（1627年）
  - バルタサール・カルロス（1629年 - 1646年） - アストゥリアス公
  - フランシスコ・フェルナンド（1634年）
  - マリア・アナ・アントニア（1636年）
  - マリア・テレサ（1638年 - 1683年） － フランス国王ルイ14世の王妃。現在のスペイン王室はマリアの子孫にあたる。

イサベル王妃は1644年に死去した。
フェリペ4世は妹マリア・アンナ王女がオーストリア・ハプスブルク家のフェルディナント3世に嫁ぐ際に、出発をずるずると遅らせたほど妹を溺愛していたという。その妹が生んだマリアナは息子バルタサール・カルロスの婚約者であったが、彼が早世したためその父フェリペ4世の2番目の妻となった。故に伯父と姪の結婚になる。
- 王妃マリアナ・デ・アウストリア（神聖ローマ皇帝フェルディナント3世の皇女）
  - マルガリータ・マリア・テレサ（1651年 - 1673年） - 神聖ローマ皇帝レオポルト1世の皇后
  - マリア・アンブロシア（1655年）
  - フェリペ・プロスペロ（1657年 - 1661年） - アストゥリアス公
  - トマス・カルロス（1658年 - 1659年）
  - カルロス（1661年 - 1700年） － スペイン国王カルロス2世

オーストリアとスペインの両ハプスブルク家は広大な領土を守るために血族結婚を繰り返しており、フェリペ4世の子どもたちのほとんどが幼くして夭折している。特に次代のカルロス2世は生まれつき病弱（障害があったとも）で、スペイン・ハプスブルク朝が断絶することとなった。
また女優のマリア・カルデロンとの間にフアン・ホセ・デ・アウストリア（庶子）がいる。他にも庶子が数名いる。

## フェリペ4世の肖像

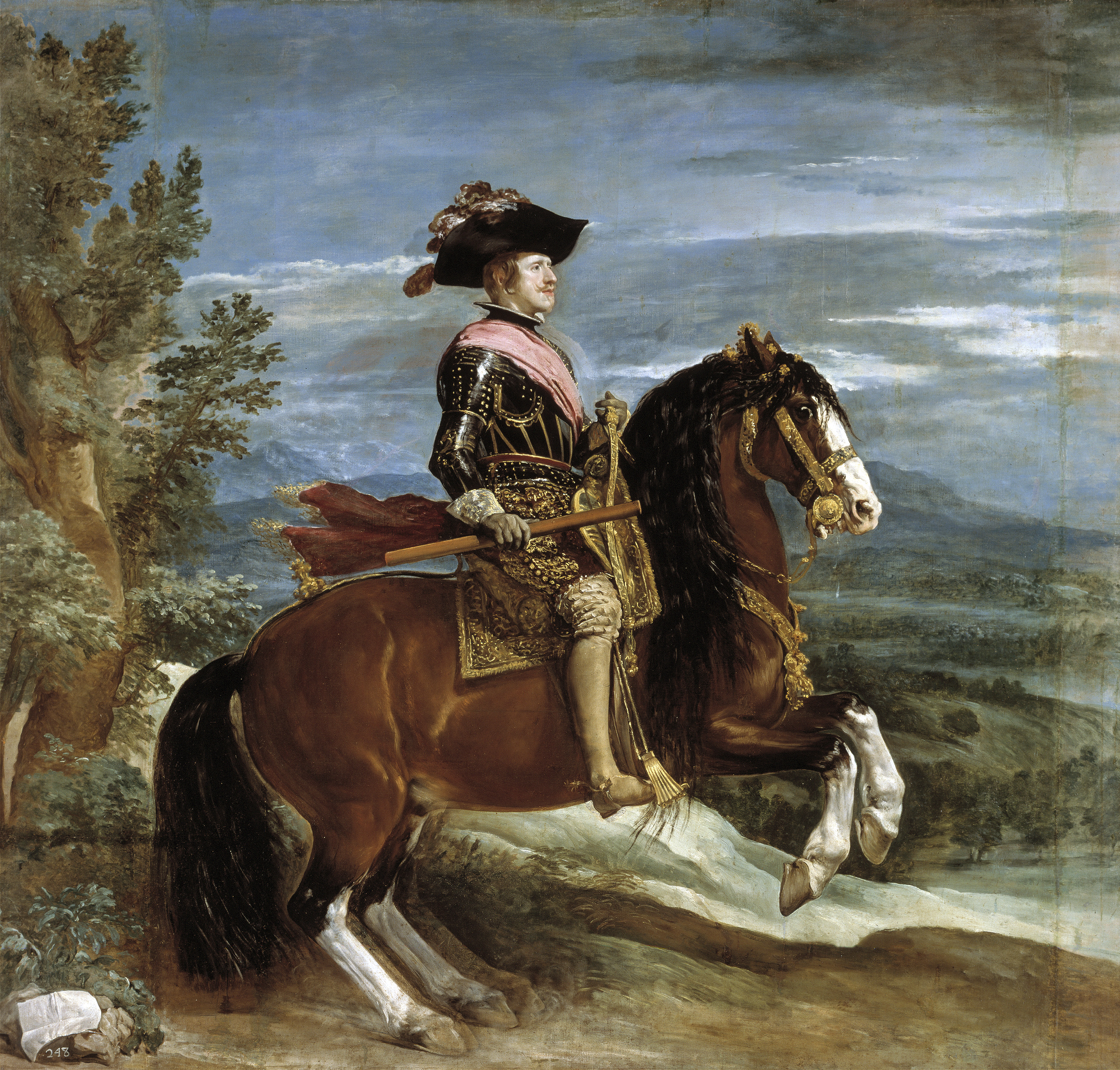
ディエゴ・ベラスケス『フェリペ4世騎馬像』、(1635年ごろ)、プラド美術館
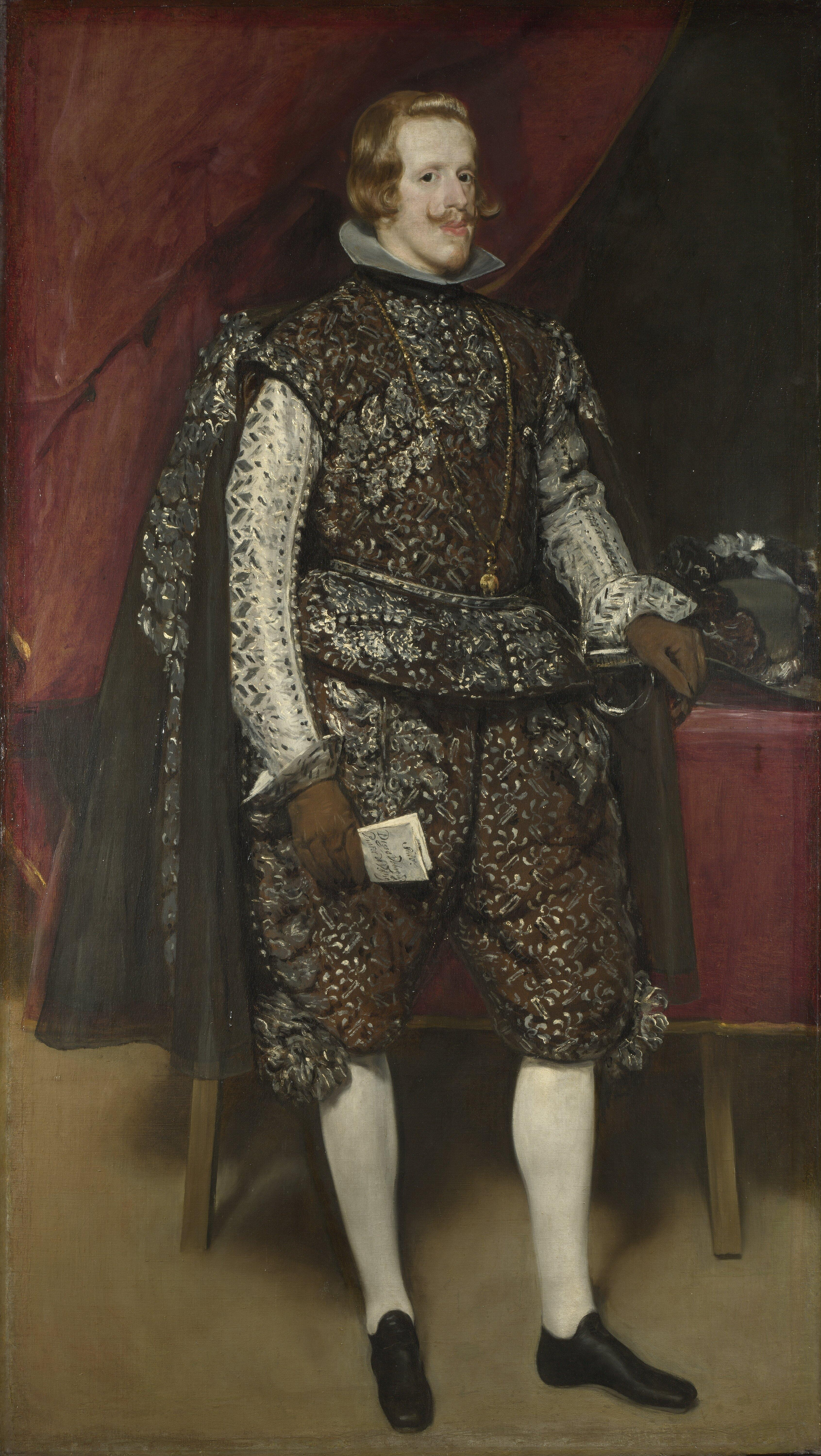
ディエゴ・ベラスケス『茶と銀の装いのフェリペ4世』、(1636年ごろ)、ナショナル・ギャラリー (ロンドン)
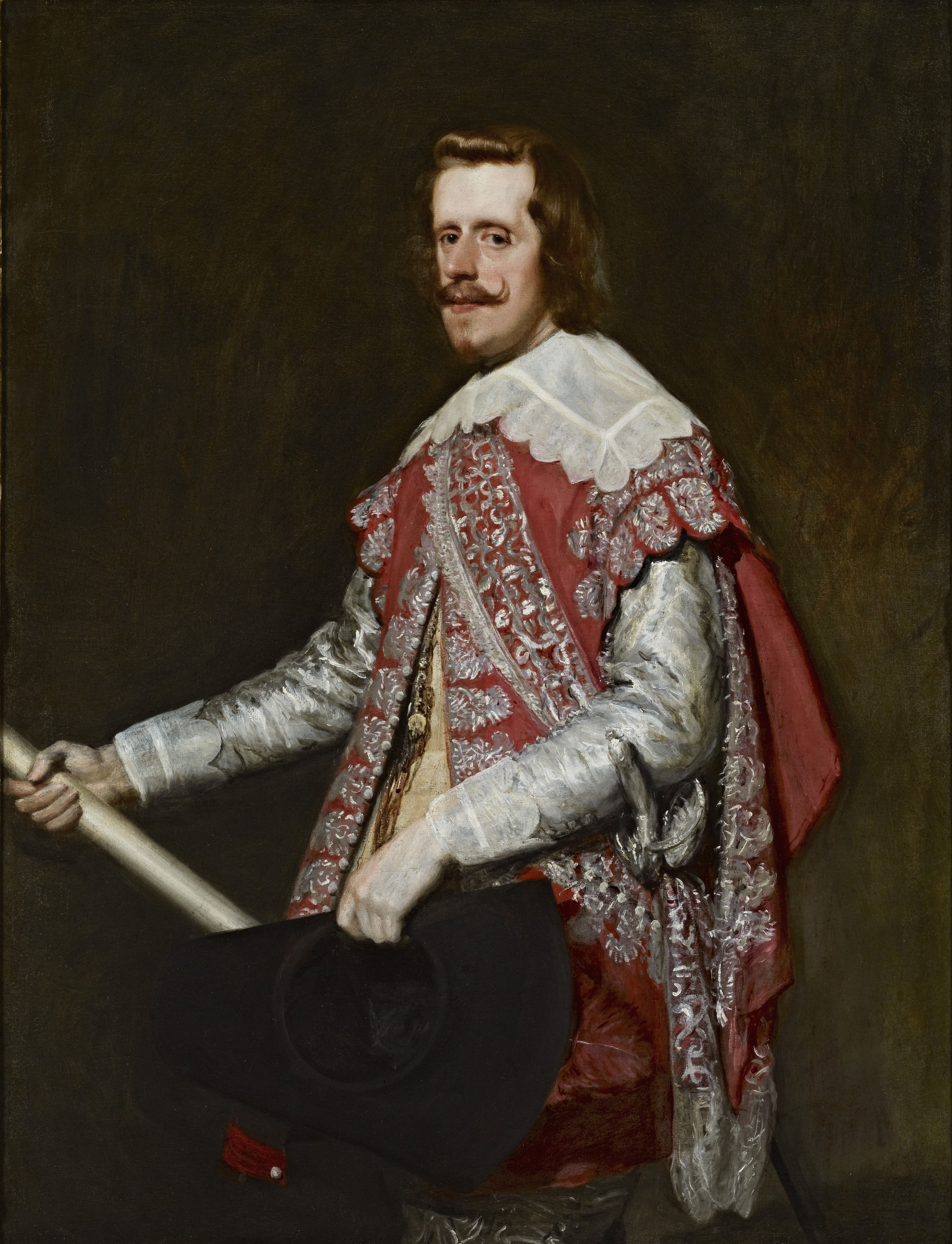
ディエゴ・ベラスケス『フラーガのフェリペ4世』、(1644年)、フリック・コレクション
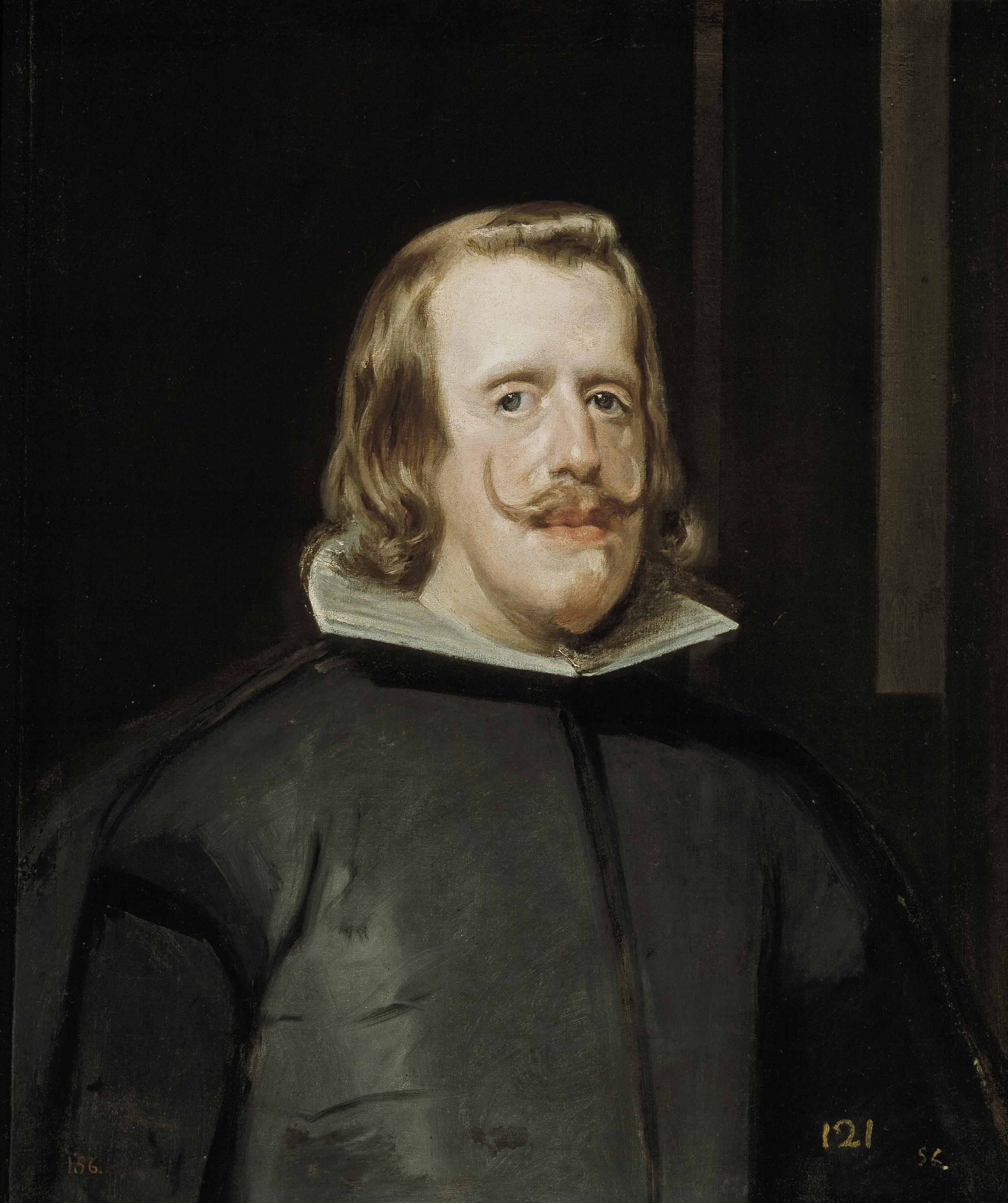
ディエゴ・ベラスケス『フェリペ4世』、(1653-1657年ごろ)、プラド美術館